# FC Tiraspol
FC Tiraspol a fost un club de fotbal din orașul Tiraspol, Republica Moldova, care a evoluat timp de 20 de sezoane în Divizia Națională.  
Sub numele de FC Tiraspol echipa apare prima dată la 21 martie 2002, când echipa Constructorul Chișinău se mută la Tiraspol. Constructorul Chișinău a fost una dintre cele mai mari forțe ale Moldovei în primul deceniu al fotbalului moldovenesc, câștigând de două ori Cupa Moldovei și o dată campionatul național în 1997.
Pe 26 mai 2015, clubul FC Tiraspol a anunțat că și-a încetat existența.

## Istorie

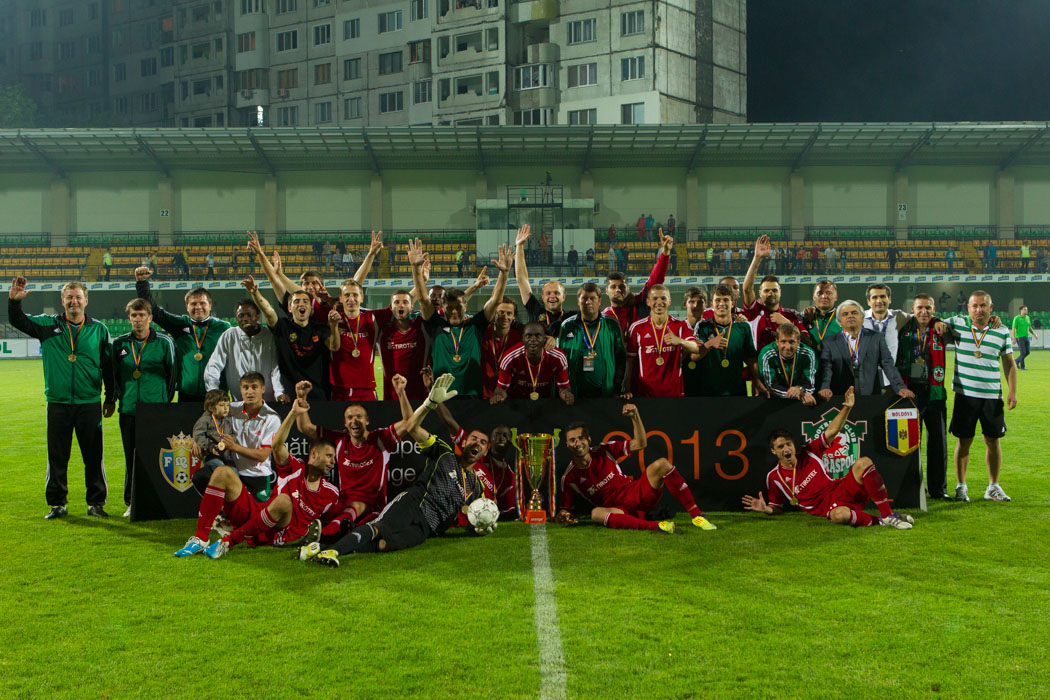
FC Tiraspol în postura de câștigătoare a Cupei Moldovei 2012-2013

Logo-ul clubului din perioada „Constructorul Chișinău”, între anii 1992-1994

Logo anterior al clubului din perioada „Constructorul Chișinău”

### Constructorul Chișinău
Echipa a fost înființată în 1992 ca Constructorul Chișinău. Ea au intrat în Divizia Națională în sezonul 1995/96 și a câștigat Cupa Moldovei în același an, după o victorie 2-1 în fața Tiligulului Tiraspol. În următorul sezon au reușit să căștige campionatul, oprind-o pe Zimbru Chișinău de la al 6-lea titlu de campioană. Această performanță a dus Constructorul în preliminariile UEFA Champions League, unde a fost eliminată în primul tur de Slavia Praga cu 4-3 la general. În anul 2000, echipa a reușit să câștige a doua Cupă a Moldovei, înviingând în finală clubul Zimbru Chișinău cu 1-0.

### Mutarea în Transnistria
Înaintea sezonului 2001-2002, clubul s-a mutat la Cioburciu, un oraș mic de lângă Tiraspol, capitala regiunii separatiste Transnistria și își schimbă denumirea în Constructorul Cioburciu. Sezonul următorul clubul s-a mutat la Tiraspol și și-a schimbat numele în FC Tiraspol. Echipa nu a câștigat nici un trofeu de la mutarea din Chișinău până în 2013 când a câștigat Cupa Moldovei în fața celor de la FC Veris (echipă din Divizia „A” la acel moment). Altă performanță a achipei a fost ajungerea în turul 2 al Cupei UEFA 2004-2005, când a fost eliminată de ucrainienii de la Metalurg Donețk.
Pe 29 mai 2013, clubul FC Tiraspol a primit cea mai mare amendă din istoria fotbalului moldovenensc. Clubul a fost sancționat de către Federația Moldovenească de Fotbal cu 200.000 de lei, pe motiv că la finala Cupei Moldovei, suporterii tiraspoleni au fluierat intonarea imnului de stat al Republicii Moldova și astfel au creat premise iminente pentru dezordini și violențe la stadion.
Pe 26 mai 2015, printr-un comunicat plasat pe site-ul oficial s-a anunțat că echipa FC Tiraspol își încetezează existența. Decizia a fost luată de consiliul de conducere al clubului, care a mulțumit sponsorilor și suporterilor și a reziliat contractele cu fotbaliștii și staff-ul tehnic. De asemenea, odată cu desființarea FC Tiraspol a renunțat la locul său din campionatul Moldovei și cel din preliminariile UEFA Europa League 2015-2016 pe care îl obținuse prin evoluția echipei din sezonul 2014-2015.

## Lotul echipei
Ultimul lot al echipei, înainte de retragere.
Actualizat la 24 iulie 2014.
| Nr. |                   | Poziție | Jucător                                    |
| --- | ----------------- | ------- | ------------------------------------------ |
| 1   | Republica Moldova | P       | Maxim Copeliciuc                           |
| 3   | Spania            | F       | Eric Barroso                               |
| 4   | Ucraina           | F       | Dmytro Matviyenko                          |
| 5   | Republica Moldova | F       | Andrey Novicov                             |
| 6   | Ucraina           | M       | Yevhen Smyrnov (on loan from Chornomorets) |
| 7   | Ucraina           | M       | Yevhen Zarichnyuk                          |
| 8   | Ucraina           | M       | Serhiy Shapoval                            |
| 9   | Republica Moldova | A       | Gheorghe Ovseanicov                        |
| 10  | Republica Moldova | A       | Oleg Molla                                 |
| 11  | Republica Moldova | A       | Gheorghe Boghiu                            |
| 12  | Republica Moldova | P       | Vladimir Livșiț                            |
| 13  | România           | F       | Bogdan Hauși                               |
| 14  | Republica Moldova | M       | Vadim Rață                                 |

| Nr. |                   | Poziție | Jucător                                         |
| --- | ----------------- | ------- | ----------------------------------------------- |
| 15  | Bulgaria          | A       | Georgi Karaneychev                              |
| 16  | Ucraina           | F       | Oleh Yermak                                     |
| 17  | Republica Moldova | M       | Valentin Bîrdan                                 |
| 19  | Republica Moldova | F       | Anatolie Boeștean                               |
| 20  | Republica Moldova | M       | Alexandru Grosu                                 |
| 21  | Republica Moldova | A       | Eugeniu Rebenja                                 |
| 22  | Republica Moldova | A       | Andrei Macritchii                               |
| 23  | Republica Moldova | M       | Victor Bulat                                    |
| 24  | Republica Moldova | M       | Igor Poiarchov                                  |
| 25  | Bulgaria          | P       | Georgi Georgiev (on loan from Sheriff Tiraspol) |
| 26  | Armenia           | F       | Artyom Khachaturov                              |
| 27  | Brazilia          | M       | Ademar                                          |
| 77  | Ucraina           | M       | Kyrylo Sydorenko                                |

## Palmares
- Divizia Națională (1): 1996–97* (*ca Constructorul Chișinău)

Locul 2 (2): 1998–99, 2013–14
Locul 3 (5): 1995–96, 1997–98, 1999–2000, 2005–06, 2012–13
- Cupa Moldovei (3): 1995-1996, 1999-2000, 2012-2013

Finalistă (2): 1997–1998, 1998–1999
- Supercupa Moldovei

Finalistă (1): 2013
Alte trofee
- Premiul Fair Play al campionatului Moldovei (4): 2008,[7] 2010,[8] 2012,[9] 2013[10]

## Statistici
Până în 2001, clubul a fost cunoscut ca Constructorul Chișinău, în 2001-02 ca Constructorul Cioburciu, iar începând cu 2002 – FC Tiraspol.
| Sezon   | Div | Poz | M  | V  | R  | Î  | GM  | GP | P  | Cupă               | Europa    | Europa                | Note      |
| ------- | --- | --- | -- | -- | -- | -- | --- | -- | -- | ------------------ | --------- | --------------------- | --------- |
| 1993–94 | „B” | 1   | 20 | 20 | 0  | 0  | 79  | 11 | 40 | Optimi de finală   |           |                       | Promovare |
| 1994–95 | „A” | 1   | 36 | 28 | 4  | 4  | 103 | 20 | 88 | Sferturi de finală |           |                       | Promovare |
| 1995–96 | DN  | 3   | 30 | 24 | 2  | 4  | 71  | 16 | 74 | Câștigătoare       |           |                       |           |
| 1996–97 | DN  | 1   | 30 | 26 | 3  | 1  | 82  | 10 | 81 | 1/16 de finală     | CCU       | Runda 1               |           |
| 1997–98 | DN  | 3   | 26 | 17 | 3  | 6  | 54  | 32 | 54 | Finalistă          | UCL       | Primul tur preliminar |           |
| 1998–99 | DN  | 2   | 26 | 15 | 6  | 5  | 30  | 13 | 51 | Finalistă          | CCU       | Primul tur preliminar |           |
| 1999–00 | DN  | 3   | 36 | 18 | 11 | 7  | 52  | 23 | 65 | Câștigătoare       | CU        | Primul tur preliminar |           |
| 2000–01 | DN  | 4   | 28 | 10 | 9  | 9  | 30  | 30 | 39 | Semifinale         | UC        | Primul tur preliminar |           |
| 2001–02 | DN  | 4   | 28 | 10 | 7  | 11 | 36  | 42 | 39 | Sferturi de finală |           |                       |           |
| 2002–03 | DN  | 5   | 24 | 7  | 5  | 12 | 27  | 38 | 26 | Semifinale         | Intertoto | Runda 1               |           |
| 2003–04 | DN  | 4   | 28 | 12 | 9  | 7  | 32  | 22 | 45 | Sferturi de finală |           |                       |           |
| 2004–05 | DN  | 4   | 28 | 12 | 8  | 8  | 41  | 23 | 44 | Sferturi de finală | UC        | Turul 2 preliminar    |           |
| 2005–06 | DN  | 3   | 28 | 8  | 13 | 7  | 24  | 21 | 37 | Sferturi de finală |           |                       |           |
| 2006–07 | DN  | 5   | 36 | 10 | 16 | 10 | 37  | 32 | 46 | Semifinale         | Intertoto | Runda 3               |           |
| 2007–08 | DN  | 4   | 30 | 16 | 7  | 7  | 36  | 21 | 55 | Semifinale         |           |                       |           |
| 2008–09 | DN  | 7   | 30 | 9  | 5  | 16 | 30  | 36 | 32 | Semifinale         | Intertoto | Runda 2               |           |
| 2009–10 | DN  | 9   | 33 | 8  | 10 | 15 | 20  | 34 | 34 | Sferturi de finală |           |                       |           |
| 2010–11 | DN  | 7   | 39 | 17 | 6  | 16 | 57  | 45 | 57 | Sferturi de finală |           |                       |           |
| 2011–12 | DN  | 6   | 33 | 10 | 12 | 11 | 36  | 32 | 42 | Sferturi de finală |           |                       |           |
| 2012–13 | DN  | 3   | 33 | 18 | 10 | 5  | 54  | 20 | 64 | Câștigătoare       |           |                       |           |
| 2013–14 | DN  | 2   | 33 | 21 | 9  | 3  | 60  | 27 | 72 | Sferturi de finală | UEL       | Runda 1               |           |
| 2014–15 | DN  | 4   | 24 | 14 | 2  | 8  | 49  | 28 | 44 | Semifinale         | UEL       | Runda 1               |           |

## Rezultate în cupele europene
UEFA Champions League
| Sezon   | Runda | Adversar   | Acasă | Deplasare | Scor general |
| ------- | ----- | ---------- | ----- | --------- | ------------ |
| 1997–98 | 1     | MPKC Mozyr | 1–1   | 2–3       | 3–4          |

UEFA Europa League
| Sezon   | Runda | Adversar        | Acasă | Deplasare | Scor general |
| ------- | ----- | --------------- | ----- | --------- | ------------ |
| 1999–00 | 1     | Ferencváros     | 1–1   | 1–3       | 2–4          |
| 2000–01 | 1     | ȚSKA Sofia      | 2–3   | 0–8       | 2–11         |
| 2004–05 | 1     | Shirak          | 2–1   | 2–0       | 4–1          |
| 2004–05 | 2     | Metalurh Donețk | 1–2   | 0–3       | 1–5          |
| 2013–14 | 1     | Skonto FC       | 0–1   | 1–0       | 1–1 (2–4 p)  |
| 2014–15 | 1     | Inter Baku      | 2–3   | 1–3       | 3–6          |

Cupa UEFA Intertoto
| Sezon | Runda | Adversar           | Acasă | Deplasare | Scor general |
| ----- | ----- | ------------------ | ----- | --------- | ------------ |
| 2002  | 1     | Synot              | 0–0   | 0–4       | 0–4          |
| 2006  | 1     | FK MKT Araz Imisli | 2–0   | 0–1       | 2–1          |
| 2006  | 2     | Lech Poznań        | 3–1   | 1–0       | 4–1          |
| 2006  | 3     | SV Ried            | 1–1   | 1–3       | 2–4          |
| 2008  | 1     | Mika               | 0–0   | 2–2       | 2–2 (a)      |
| 2008  | 2     | Tavria Simferopol  | 0–0   | 1–3       | 1–3          |

Cupa Cupelor UEFA
| Sezon   | Runda | Adversar                   | Acasă | Deplasare | Scor general |
| ------- | ----- | -------------------------- | ----- | --------- | ------------ |
| 1996–97 | 1     | Hapoel Iorni Rishon LeZion | 1–0   | 2–3       | 3–3 (a)      |
| 1996–97 | 2     | Galatasaray                | 0–4   | 0–1       | 0–5          |
| 1998–99 | 1     | Rudar Velenje              | 0–2   | 0–0       | 0–2          |

## Antrenori
| Antrenor              | Țara              | Început | Sfârșit |
| --------------------- | ----------------- | ------- | ------- |
| Alexandru Mațiura     | Republica Moldova | 1996    | 1998    |
| Igor Nadein           | Ucraina           | 1998    | 1999    |
| Dumitru Chihaev       | Republica Moldova | 1999    | 1999    |
| Ion Caras             | Republica Moldova | 1999    | 2000    |
| Dumitru Borcău        | România           | 2000    | 2000    |
| Iurie Arcan           | Republica Moldova | 2000    | 2000    |
| Ilie Vieru            | Republica Moldova | 2000    | 2001    |
| Nicolae Mandrîcenco   | Republica Moldova | 2001    | 2001    |
| Aleksandr Golokolosov | Ucraina           | 2001    | 2001    |
| Iuri Kuliș            | Ucraina           | 2001    | 2002    |
| Igor Nakonecinîi      | Ucraina           | 2002    | 2003    |
| Igor Mațiura          | Republica Moldova | 2003    | 2004    |
| Victor Barîșev        | Republica Moldova | 2004    | 2004    |
| Iuri Kuliș            | Ucraina           | 2004    | 2006    |
| Vladimir Reva         | Ucraina           | 2006    | 2008    |
| Emil Caras            | Republica Moldova | 2008    | 2009    |
| Iurii Blonari         | Republica Moldova | 2009    | 2011    |
| Vlad Goian            | Republica Moldova | 2011    | 2014    |
| Lilian Popescu        | Republica Moldova | 2014    | 2015    |

## Jucători notabili
- Serghei Pașcenco
- Ruslan Barburoș
- Dmitri Parhomenko
- Sergiu Dadu
- Alexandru Melenciuc
- Serghei Belous
- Andrei Corneencov
- Nicolae Josan
- Oleg Ichim
- Vadim Boreț
- Andrei Nesteruk
- Victor Barîșev
- Victor Golovatenco
- Serghei Alexeev
- Stanislav Namașco
- Igor Picușceac